# Danh sách đơn vị hành chính Việt Nam khu vực Duyên hải Nam Trung Bộ
Các đơn vị hành chính của Việt Nam thuộc các tỉnh thành vùng Duyên hải Nam Trung Bộ, (tức là thuộc 8 tỉnh thành: Đà Nẵng, Quảng Nam, Quảng Ngãi,  Bình Định, Phú Yên, Khánh Hòa, Ninh Thuận, Bình Thuận), bao gồm:

## Thống kê
| STT | Tên tỉnh   | Phường | Thị trấn | Xã  | Tổng |
| --- | ---------- | ------ | -------- | --- | ---- |
| 1   | Bình Định  | 32     | 11       | 116 | 159  |
| 2   | Bình Thuận | 19     | 12       | 93  | 124  |
| 3   | Đà Nẵng    | 45     | 0        | 11  | 56   |
| 4   | Khánh Hòa  | 35     | 6        | 98  | 139  |
| 5   | Ninh Thuận | 15     | 3        | 47  | 65   |
| 6   | Phú Yên    | 21     | 6        | 83  | 110  |
| 7   | Quảng Nam  | 30     | 14       | 197 | 241  |
| 8   | Quảng Ngãi | 17     | 8        | 148 | 173  |